# 村前镇
村前镇，是中华人民共和国江西省宜春市高安市下辖的一个乡镇级行政单位。

## 行政区划
村前镇下辖以下地区：
村前街社区、肖坊村、龙桥村、村前村、九美村、雷峰村、瑶元村、龙溪村、社前村、黄谷村、山下村、高坪村和桐墅村。